# 下徳富駅
下徳富駅（しもとっぷえき）は、北海道樺戸郡新十津川町字花月（かげつ）にあった北海道旅客鉄道（JR北海道）札沼線（学園都市線）の駅（廃駅）である。事務管理コードは▲130220。

## 歴史

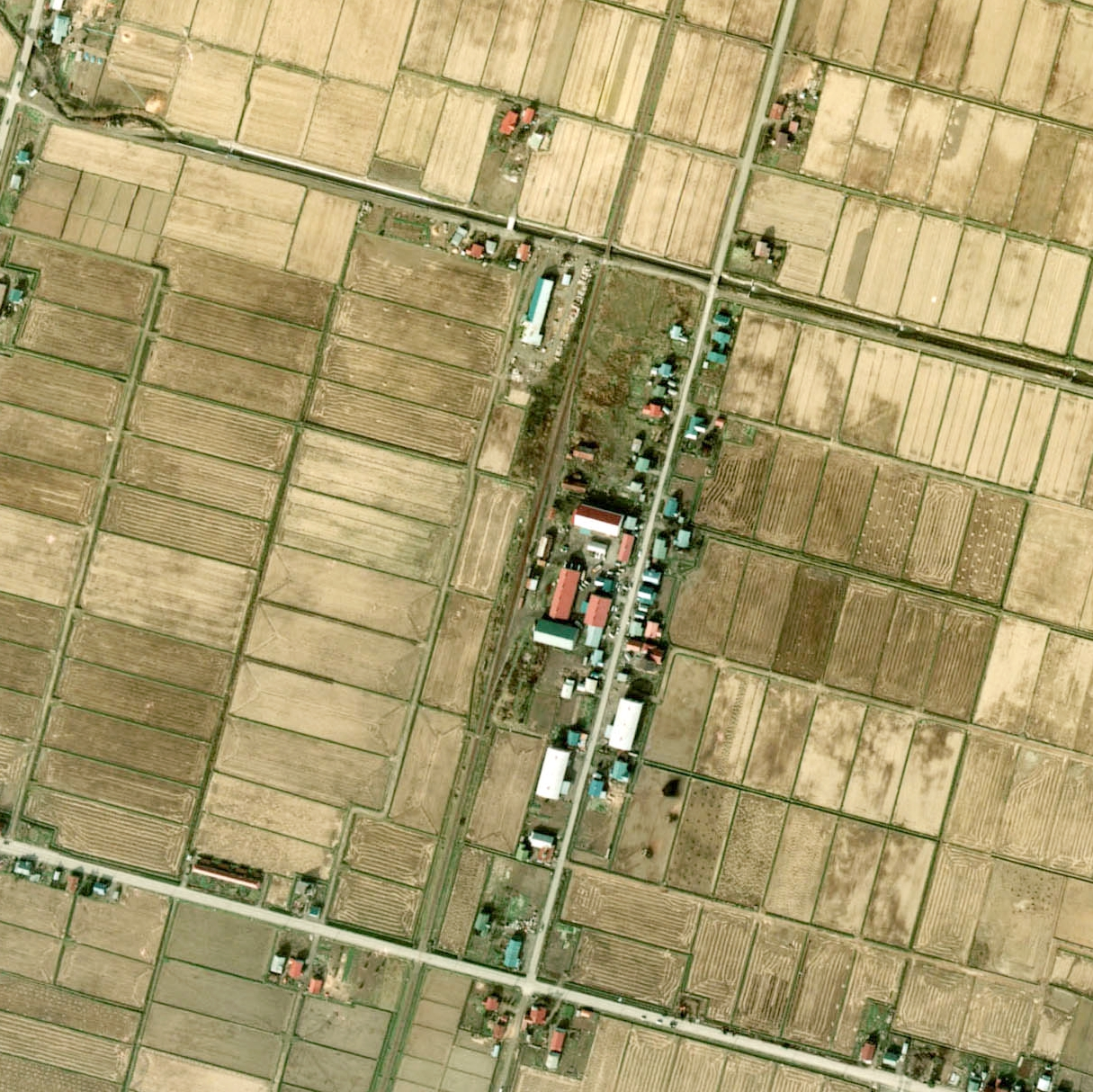
1976年の下徳富駅と周囲約750m範囲。下が札幌方面。貨物ホームに貨車が留置されている。駅前は建家が密集していて狭い。

- 1934年（昭和9年）10月10日：国有鉄道札沼北線中徳富駅（初代、現在の新十津川駅） - 浦臼駅間の延伸開業に伴い、同線の駅として開業[3]。一般駅[4]。
- 1935年（昭和10年）10月3日：国有鉄道の石狩当別駅 - 浦臼駅間が延伸開業。従来の札沼南線（桑園駅 - 石狩当別駅間）と札沼北線（浦臼駅 - 石狩沼田駅間）が編入・統合され、札沼線に改称[JR北 2]。
- 1943年（昭和18年）10月1日：第二次世界大戦の激化に伴い、札沼線の石狩月形駅 - 石狩追分駅間が不要不急線に指定され、営業休止[5]。それに伴い、当駅も営業休止。
- 1949年（昭和24年）6月1日：日本国有鉄道法施行に伴い、日本国有鉄道（国鉄）に継承。
- 1953年（昭和28年）11月3日：札沼線の浦臼駅 - 雨龍駅間が営業再開[新聞 1]。それに伴い、当駅も営業再開。
- 1979年（昭和54年）2月1日：貨物・荷物取扱い廃止[4]。同時に駅員無配置駅となり[6]、簡易委託化。
- 1987年（昭和62年）4月1日：国鉄分割民営化に伴い、北海道旅客鉄道（JR北海道）に継承[4]。
- 1991年（平成3年）3月16日：札沼線に「学園都市線」の愛称を設定[JR北 2][JR北 3][7]。
- 1996年（平成8年）3月16日：札沼線（学園都市線）のうち、当駅を含む石狩当別駅 - 新十津川駅間でワンマン運転開始[7]。
- 2016年（平成28年）
  - 3月26日：浦臼駅 - 新十津川駅間の運行が1日1往復のみとなり、列車の発着が1日上下各1本のみとなる[JR北 4]。
- 2020年（令和2年）
  - 4月17日：新型コロナウイルス感染症（COVID-19）に関する緊急事態宣言により、4月18日から5月6日まで全列車運休。実質的な最終営業日となる[JR北 5]。
  - 5月7日：北海道医療大学駅 - 新十津川駅間の廃止と共に廃駅となる[JR北 1][新聞 2][新聞 3][新聞 4]。

### 駅名の由来
「徳富」の由来はアイヌ語の「トㇰ（tok）」（隆起）であり、この地域を流れる徳富川が川筋をしばしば変え、河跡が隆起し陸地となったことによる名である。
当駅は、石狩川を基準にして下流方にあることから「下」を冠した。

## 駅構造
廃止時点で単式ホーム1面1線を有する地上駅であった。石狩当別駅（現・当別駅）が管理していた無人駅で、駅舎を持っていた。
1976年時点では島式ホーム1面2線を有し、交換設備が設置されていたほか、駅舎横の札幌方に貨物ホームがあった。貨物取扱廃止後、列車本数が極端に少ないことから交換設備が廃止され、島式ホームの駅舎側と貨物ホームの線路が撤去された。
2020年5月7日の北海道医療大学駅 - 新十津川駅間の廃止にあたって、同日未明にホームに設置されていた駅名標および駅舎に掲げていた駅名板が撤去された。

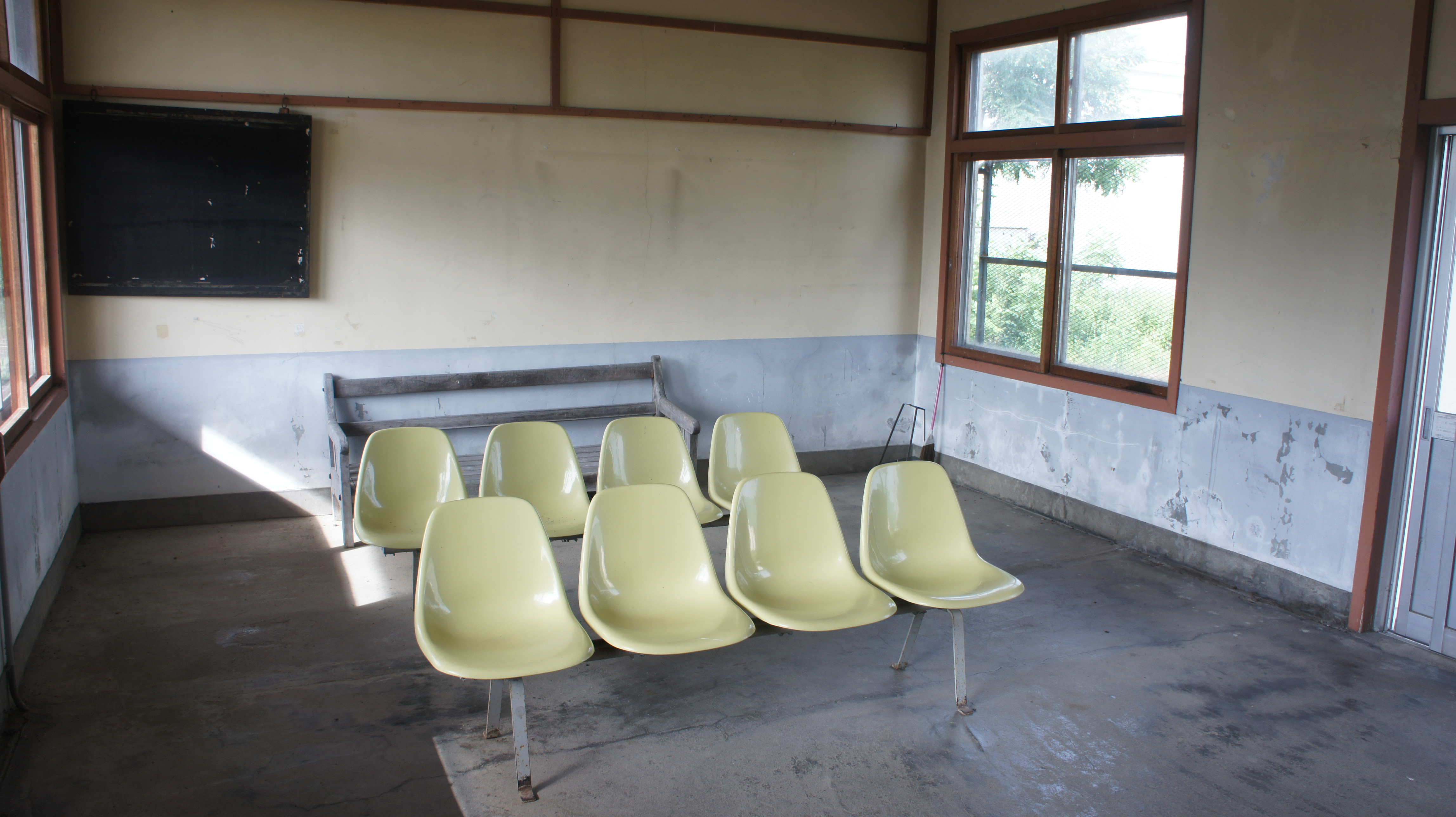
待合室（2017年8月）
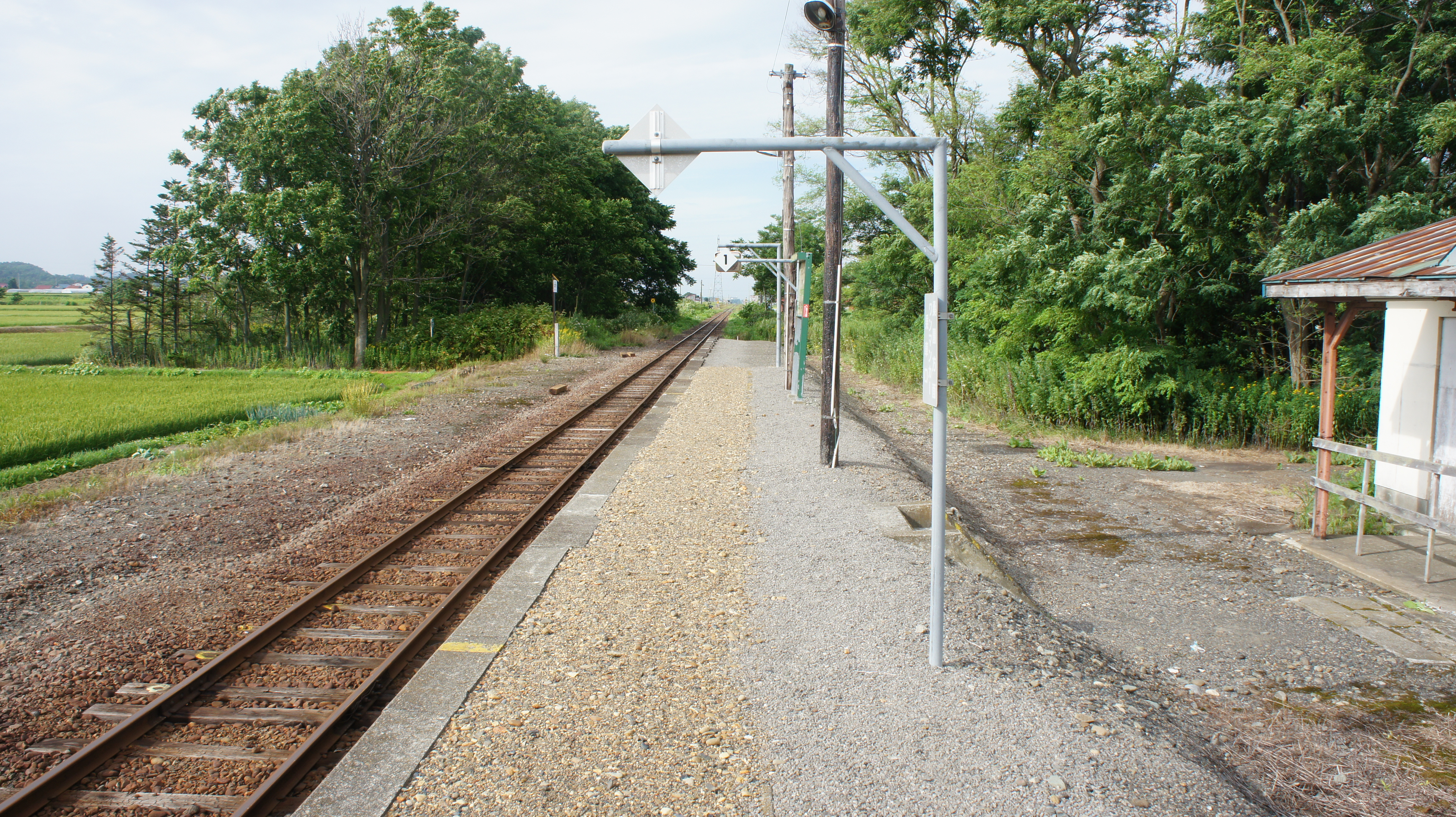
ホーム（2017年8月）
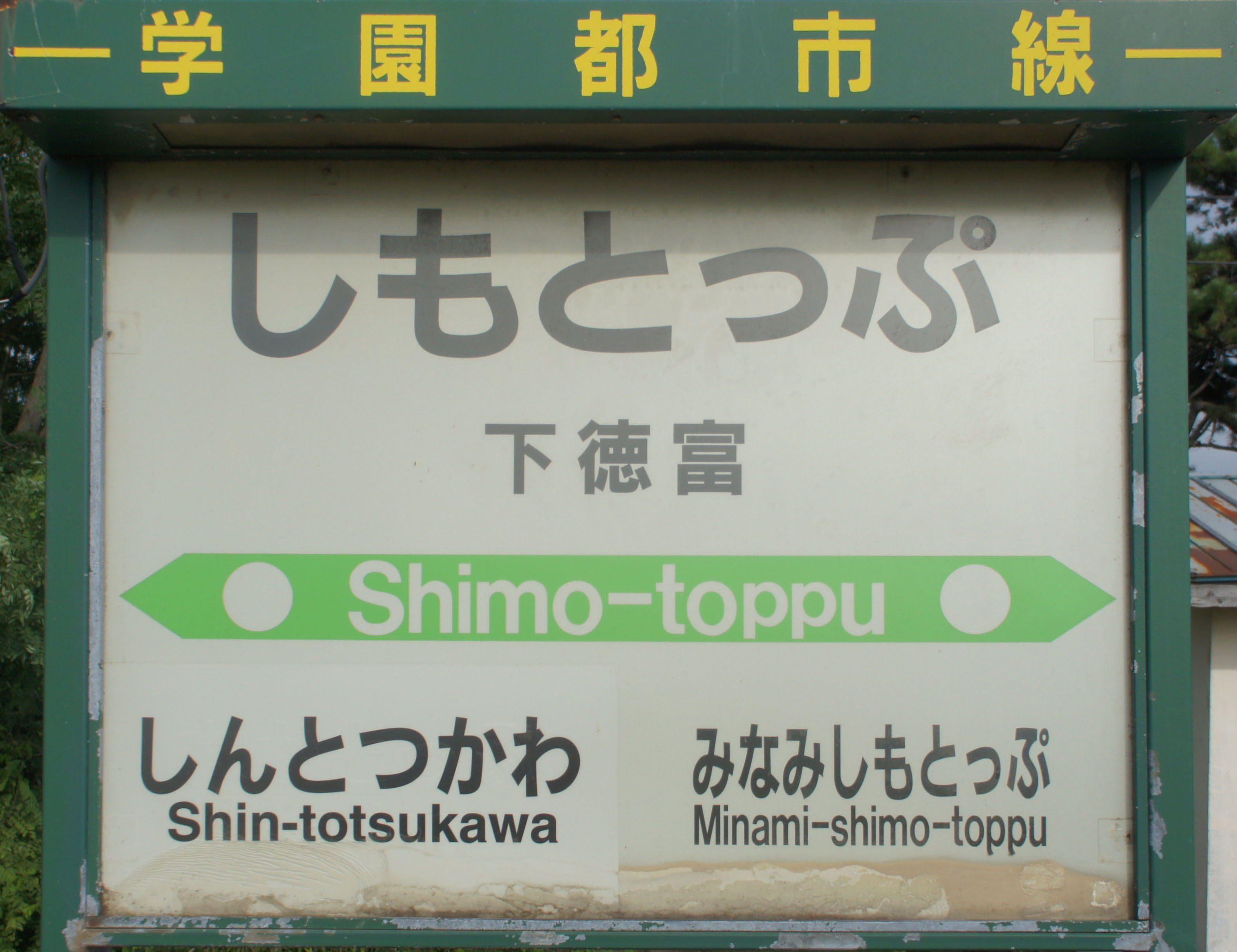
駅名標（2017年8月）

## 利用状況
乗車人員の推移は以下のとおり。年間の値のみ判明している年については、当該年度の日数で除した値を括弧書き1日平均欄に示す。なお「JR調査」については、当該の年度を最終年とする過去5年間の各調査日における平均である。
| 年度               | 乗車人員 | 乗車人員 | 乗車人員 | 出典        | 備考                        |
| 年度               | 年間     | 1日平均  | JR調査   | 出典        | 備考                        |
| ------------------ | -------- | -------- | -------- | ----------- | --------------------------- |
| 1953年（昭和28年） | 7,057    | (19.3)   |          | [ 11 ]      | 同年11月3日より営業（再開） |
| 1958年（昭和33年） | 35,342   | (96.8)   |          | [ 11 ]      |                             |
| 1962年（昭和37年） | 20.814   | (57.0)   |          | [ 11 ]      |                             |
| 2015年（平成27年） |          |          | 1名以下  | [ JR北 6 ]  |                             |
| 2016年（平成28年） |          |          | 0.4      | [ JR北 7 ]  |                             |
| 2017年（平成29年） |          |          | 0.6      | [ JR北 8 ]  |                             |
| 2018年（平成30年） |          |          | 0.8      | [ JR北 9 ]  |                             |
| 2019年（令和元年） |          |          | 1.0      | [ JR北 10 ] |                             |

## 駅周辺
周辺は田園風景の小さな集落。レンガ建ての大きな農業倉庫などが建っている。大きな集落が国道沿いにできている。
- 国道275号
- 滝川警察署花月駐在所
- 花月郵便局
- ピンネ農業協同組合（JAピンネ）花月支所
- 北海道中央バス（滝川営業所）「花月市街」停留所（国道275号沿い）[12]
  - ジェイ・アール北海道バス石狩線廃止により引き継がれた路線。

## 今後の予定
2020年（令和2年）5月の当駅廃駅後、駅舎・当駅跡地・線路跡地は新十津川町に無償譲渡される。2020年度（令和2年度）から3年間の間に、駅は解体される予定である。また、町は札沼線の線路によって水田地帯が分断されている現状を解消し、基幹産業の稲作の振興を進めるため、2020年度（令和2年度）から3年間の間に、当駅周辺を含めた線路跡地を水田に戻す予定である。

## 隣の駅
北海道旅客鉄道（JR北海道）
札沼線（学園都市線）
南下徳富駅 - 下徳富駅 - *中徳富駅 - 新十津川駅
*中徳富駅は2006年廃止。